# 啤令貓
啤令貓（英語：Bellingcat，风格化：bell¿ngcat）是一家位於荷蘭的調查性新聞集團，專門從事事實核查和開源情報（OSINT）。集團由英國記者和前博主艾略特·黑京斯於2014年7月創立。啤令貓調查並發佈由專業或公民記者對戰區、侵犯人權和有組織犯罪的發現。該網站的貢獻者還發布了他們的技術指南以及案例研究。

## 名称

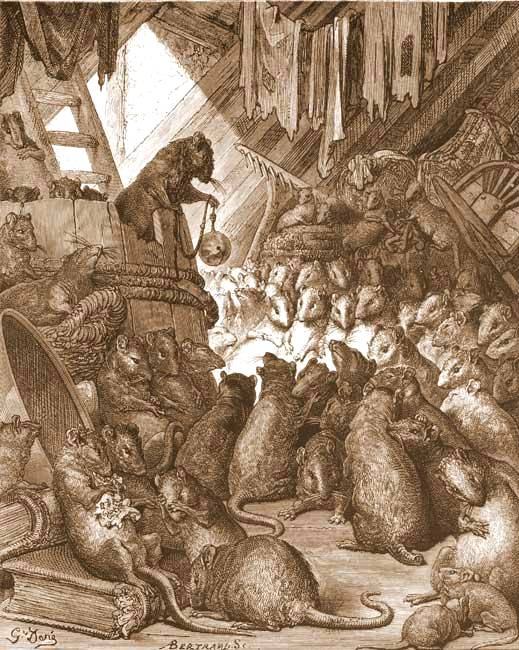
插画《鼠群会议》，古斯塔夫·多雷作品

其名称源自谚语“铃与猫（英語：belling the cat）”。这是一个关于老鼠的中世纪寓言，寓言讲述了老鼠们讨论如何化解猫（英語：cat）的危害。一只老鼠建议给猫的脖子上系一个铃铛（英語：bell），使其动不动就会被听见。所有的老鼠都支持这个想法，但没有一只愿意实施这一艰巨任务。

## 历史

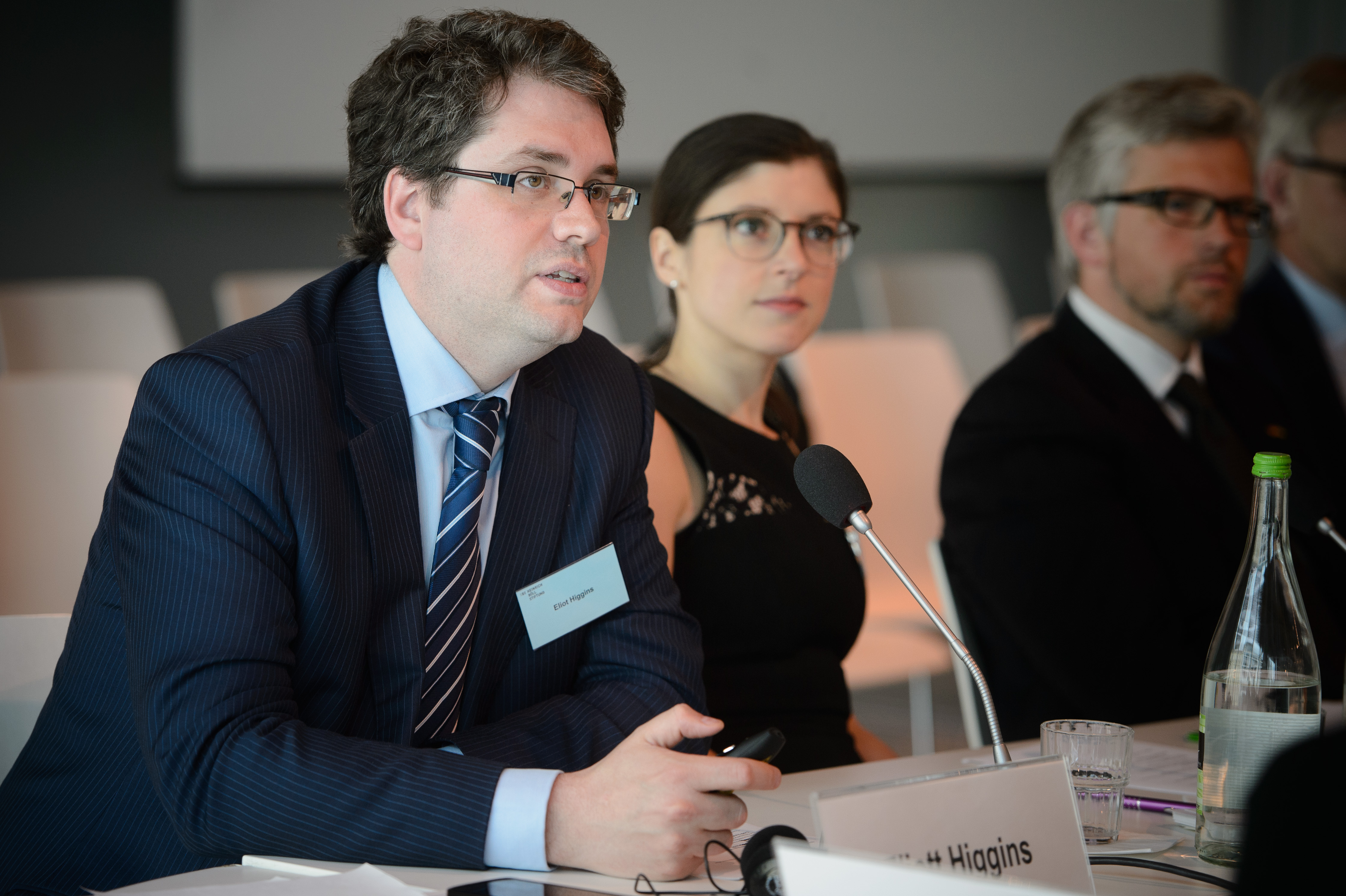
2015年柏林，艾略特·黑京斯（图左）和阿丽娜·波利亚科娃（大西洋理事会副主任，图中）在“21世纪俄罗斯假信息”会议上陈述“Hiding in Plain Sight（隐于眼前）”，图右为安德里·梅利尼克（乌克兰驻德国大使）。

艾略特·黑京斯对开源情报（OSINT）的兴趣始于2011年，当时他在《卫报》的评论区参与讨论，并发现可以通过卫星图像验证视频。2012年3月，他以笔名“Brown Moses”开始写博客，这个名字源于弗兰克·扎帕的一首歌曲，通过这个博客，他发表了自己对叙利亚内战视频片段的研究。他通过查阅互联网上的数百个短片，对之定位，并检查了所用武器的细节。于是黑京斯证明了叙利亚政权正在使用集束彈藥和化学武器。2013年，黑京斯将古塔化学袭击事件中的化学武器袭击与巴沙尔·阿萨德联系起来。
啤令貓的第一个重大调查，主要由志愿者在没有外部资金的情况下完成，是2014年马来西亚航空17号班机（MH17）被击落事件。他们关于俄罗斯对此负责的结论后来得到了荷兰领导的国际联合调查组（JIT）的证实，该调查组在2018年5月25日的一份报告中指出，MH17的击落是由俄罗斯军方发起。在使用谷歌地球进行的其他调查中，与啤令貓合作的志愿者调查员表示，他们发现了伊斯兰国训练营的坐标，以及一名美国记者被杀害的地点。
自2018年以来，啤令貓网站由荷兰Stichting Bellingcat（啤令貓基金会）运营。该组织发布了关于如何分析数据和如何创建报告的指南，例如“如何抓取交互式地理空间数据”和“如何通过卫星图像识别被烧毁的村庄”。
截至2019年，该组织有16名全职员工加上黑京斯，以及至少60名贡献者。其办公室之前位于英格兰莱斯特；然而在2018年，由于英国脱欧迫在眉睫以及对员工招聘和流动性的担忧，啤令貓将其主要办公室转移到了荷兰阿姆斯特丹。自2021年以来，啤令貓还在德国柏林的一个新的调查共享中心设有办事处。

### 资金和支持
黑京斯于2014年7月14日启动了啤令貓平台（测试版），在接下来的一个月里，通过众筹平台Kickstarter筹集了5万英镑的私人捐款，并在2017年进行了额外的众筹。一半的资金来自资助和募捐，另一半来自举办培训人们开源调查技巧的研讨会。
啤令貓已收到来自Civitates-EU、Porticus Brenninkmeijer家族慈善基金、Adessium基金会、国家民主基金会（NED）、PAX for Peace、荷兰邮政编码彩票、數位新聞倡議、Zandstorm CV和西格丽德·劳辛信托的资助。黑京斯曾表示，大部分赠款资金并非直接用于调查，而是用于文档翻译和培训等支持服务。黑京斯告诉Polygraph.info，来自NED和OSF的赠款用于资助啤令貓的项目，以帮助记者和研究人员进行调查。称来自赠款的大部分“资金涵盖了与调查任何与俄罗斯相关的事情无关的内容”。
啤令貓从荷兰国家邮政编码彩票获得了50万欧元的现金奖励；他们利用这些资金于2019年在海牙开设了一个新办事处。
啤令貓网站指出，他们还收到来自多家公司的资金捐助，以及包括软件访问和平台资源等在内的特殊折扣和实物捐赠。